# キャメレオン
『キャメレオン』は、瓜生明希葉の1枚目のアルバム。2004年12月2日発売。

## 解説
- 瓜生の21歳の誕生日にリリースされた。
- 全楽曲の作詞・作曲・コーラス・コーラスアレンジを瓜生本人が担当している。
- 発売当初は基本的に所属事務所cubeが運営するcubit clubオンラインショップでのみ販売されていたが、2005年10月より一般量販店での購入が出来るようになった。

## 収録曲
1. フォークロア
舞台「MIDSUMMER CAROL ガマ王子 vs ザリガニ魔人」（2004年、再演2008年）劇中歌
2. Suggest game
3. 色のないセカイ
舞台「ダブリンの鐘つきカビ人間」（2002年）劇中歌
4. 夏至
舞台「Candy’s -キャンディーズ-」（2005年）劇中歌
5. 木漏れ日の沈黙
6. パンとチーズ
7. SFW
舞台「人間風車」（2000年、再演2003年）劇中歌
8. バアムクーヘン
舞台「Candy’s -キャンディーズ-」（2005年）劇中歌
9. 水鏡
舞台「ダブリンの鐘つきカビ人間」（2002年）劇中歌
10. 誓いのオヤスミ
11. Endless story
舞台「MIDSUMMER CAROL ガマ王子 vs ザリガニ魔人」劇中歌